# Pilar, Buenos Aires
Pilar är en kommunhuvudort i Argentina.   Den ligger i provinsen Buenos Aires, i den centrala delen av landet, 50 km väster om huvudstaden Buenos Aires. Pilar ligger 28 meter över havet och antalet invånare är 226 517.
Terrängen runt Pilar är mycket platt. Runt Pilar är det mycket tätbefolkat, med 2 028 invånare per kvadratkilometer.. Pilar är det största samhället i trakten.
Trakten runt Pilar består till största delen av jordbruksmark.